# ФК Атлетико Мадрид
ФК Атлетико Мадрид (шп. Club Atlético de Madrid S.A.D.) шпански је фудбалски клуб из Мадрида. Тренутно се такмичи у Првој лиги Шпаније.
Своје домаће утакмице клуб игра на стадиону Ријад ер метрополитано. На овај стадион Атлетико је прешао 2017. године, док је пре тога, од 1966. до 2017, своје домаће утакмице играо на стадиону Висенте Калдерон.

## Трофеји
Првак шпанске прве лиге 1939/40. и 1940/41. Дана 17. марта 1964. председник клуба је постао Висенте Калдерон, заменивши дотадашњег председника Хавијера Бароса. Остаје упамћен као „председник свих председника“. Био је председник 21 годину, а за то време клуб је освојио девет титула - четири лигашке, четири купа и један Интерконтинентални куп (1974. у утакмици против Индепендијентеа). Бајерн Минхен, тадашњи освајач Купа шампиона, одбио је играти утакмицу против јужноамеричког представника, аргентинског клуба Индепендијентеа, тако да је шансу добила екипа Атлетика као поражена у финалу Купа шампиона.

### Национални
- Прва лига Шпаније
  - Првак (11) : 1939/40, 1940/41, 1949/50, 1950/51, 1965/66, 1969/70, 1972/73, 1976/77, 1995/96, 2013/14, 2020/21.
  - Другопласирани (10) : 1943/44, 1957/58, 1960/61, 1962/63, 1964/65, 1973/74, 1984/85, 1990/91, 2017/18, 2018/19.
- Куп Шпаније
  - Освајач (10) : 1959/60, 1960/61, 1964/65, 1971/72, 1975/76, 1984/85, 1990/91, 1991/92, 1995/96, 2012/13.
  - Финалиста (9) : 1921, 1926, 1956, 1963/64, 1974/75, 1986/87, 1998/99, 1999/00, 2009/10.
- Суперкуп Шпаније
  - Освајач (2) : 1985, 2014.
  - Финалиста (5) : 1991, 1992, 1996, 2013, 2019/20.
- Лига куп Шпаније
  - Финалиста (2) : 1984, 1985.
- Куп првака Шпаније (претходник Суперкупа Шпаније)
  - Освајач (1) : 1940.
- Куп председника фудбалске федерације Шпаније (претходник Суперкупа Шпаније)
  - Освајач (1) : 1947.
- Куп Ева Дуарте (претходник Суперкупа Шпаније)
  - Освајач (1) : 1951.
  - Финалиста (1) : 1950.
- Друга лига Шпаније
  - Првак (1) : 2001/02. (промоција у виши ранг)
  - Другопласирани (2) : 1932/33, 1933/34. (промоција у виши ранг)

### Међународни
- Интерконтинентални куп
  - Освајач (1) : 1974.
- Куп европских шампиона / Лига шампиона
  - Финалиста (3) : 1973/74, 2013/14, 2015/16.
- Лига Европе
  - Освајач (3) : 2009/10, 2011/12, 2017/18.
- Куп победника купова
  - Освајач (1) : 1961/62.
  - Финалиста (2) : 1962/63, 1985/86.
- УЕФА суперкуп
  - Освајач (3) : 2010, 2012, 2018.
- Интертото куп
  - Освајач (1) : 2007.
  - Финалиста (1) : 2004.

### Регионални
- Иберијски куп[3]
  - Освајач (1) : 1991.

## Сва финала међународних купова Атлетико Мадрида
Куп европских шампиона / Лига шампиона
| 1973/74. | Бајерн Минхен | 1–1, 4–0  | Атлетико Мадрид |
| 2013/14. | Реал Мадрид   | 4–1       | Атлетико Мадрид |
| 2015/16. | Реал Мадрид   | 1–1 (5–3) | Атлетико Мадрид |

Куп победника купова
| 1961/62. | Атлетико Мадрид  | 1–1, 3–0 | Фјорентина      |
| 1962/63. | Тотенхем хотспер | 5–1      | Атлетико Мадрид |
| 1985/86. | Динамо Кијев     | 3–0      | Атлетико Мадрид |

Лига Европе
| 2009/10. | Атлетико Мадрид | 2–1 | Фулам          |
| 2011/12. | Атлетико Мадрид | 3–0 | Атлетик Билбао |
| 2017/18. | Атлетико Мадрид | 3–0 | Олимпик Марсељ |

УЕФА суперкуп
| 2010. | Интер       | 0–2 | Атлетико Мадрид |
| 2012. | Челси       | 1–4 | Атлетико Мадрид |
| 2018. | Реал Мадрид | 2–4 | Атлетико Мадрид |

Интерконтинентални куп
| 1974. | Индепендијенте | 1–0, 0–2 | Атлетико Мадрид |

Интертото куп
| 2004. | Виљареал         | 2–0, 0–2 (3–1) | Атлетико Мадрид |
| 2007. | Глорија Бистрица | 2–1, 0–1       | Атлетико Мадрид |

## Тренутни састав
Ажурирано 3. фебруар 2025.
| Бр. |           | Позиција | Играч                                |
| --- | --------- | -------- | ------------------------------------ |
| 1   | Аргентина | Г        | Хуан Мусо (на позајмици из Аталанте) |
| 2   | Уругвај   | О        | Хосе Хименез (трећи капитен)         |
| 3   | Шпанија   | О        | Сесар Аспиликуета                    |
| 4   | Енглеска  | С        | Конор Галахер                        |
| 5   | Аргентина | С        | Родриго де Паул                      |
| 6   | Шпанија   | С        | Коке (капитен)                       |
| 7   | Француска | Н        | Антоан Гризман                       |
| 8   | Шпанија   | С        | Пабло Бариос                         |
| 9   | Норвешка  | Н        | Александер Серлот                    |
| 10  | Аргентина | Н        | Анхел Кореа                          |
| 11  | Француска | С        | Тома Лемар                           |
| 12  | Бразил    | С        | Самуел Лино                          |

| Бр. |           | Позиција | Играч                                     |
| --- | --------- | -------- | ----------------------------------------- |
| 13  | Словенија | Г        | Јан Облак (заменик капитена)              |
| 14  | Шпанија   | С        | Маркос Љоренте                            |
| 15  | Француска | О        | Клеман Лангле (на позајмици из Барселоне) |
| 16  | Аргентина | О        | Науел Молина                              |
| 17  | Шпанија   | С        | Родриго Рикелме                           |
| 19  | Аргентина | Н        | Хулијан Алварез                           |
| 20  | Белгија   | О        | Аксел Витсел                              |
| 21  | Шпанија   | О        | Хави Галан                                |
| 22  | Аргентина | Н        | Ђулијано Симеоне                          |
| 23  | Мозамбик  | О        | Реинилдо Мандава                          |
| 24  | Шпанија   | О        | Робин ле Норман                           |

### Резервисти
| Бр. |         | Позиција | Играч         |
| --- | ------- | -------- | ------------- |
| 27  | Грчка   | О        | Илијас Костис |
| 28  | Шпанија | С        | Аитор Гисмера |
| 29  | Шпанија | С        | Хави Серано   |
| 31  | Шпанија | Г        | Антонио Гомис |
| 32  | Шпанија | Н        | Адријан Нињо  |

| Бр. |           | Позиција | Играч            |
| --- | --------- | -------- | ---------------- |
| 33  | Шпанија   | Г        | Алехандро Итурбе |
| 40  | Шпанија   | С        | Рајан Белаид     |
| 41  | Шпанија   | О        | Карлос Хименез   |
| 43  | Аргентина | О        | Херонимо Спина   |

### На позајмици
| Бр. |          | Позиција | Играч                       |
| --- | -------- | -------- | --------------------------- |
|     | Румунија | Г        | Хорацију Молдован (Сасуоло) |
|     | Шпанија  | С        | Саул Њигез (Севиља)         |

| Бр. |         | Позиција | Играч                       |
| --- | ------- | -------- | --------------------------- |
|     | Шпанија | Н        | Карлос Мартин (Алавес)      |
|     | Мароко  | Н        | Салим Ел Жебари (Картахена) |

## Стручни штаб
| Позиција        | Имена тренера                           |
| --------------- | --------------------------------------- |
| Главни тренер   | Дијего Симеоне                          |
| Помоћни тренери | Нелсон Вивас Густаво Лопез Луис Тевенет |
| Тренер голмана  | Пабло Верчелоне                         |
| Фитнес тренер   | Луис Пињедо                             |

## Трофејни тренери Атлетико Мадрида
- Рикардо Самора — 2 лига трофеја (1939/40, 1940/41). и 1 шпански суперкуп (1940).
- Емилио Видал — 1 куп председника ФФШ (1947).
- Еленио Ерера — 2 лига трофеја (1949/50, 1950/51). и 1 шпански суперкуп (1951).
- Хосе Виљалонга — 2 купа краља (1959/60, 1960/61). и 1 куп победника купова (1961/62).
- Ото Бумбел — 1 куп краља (1964/65).
- Доменек Балмања — 1 лига трофеј (1965/66).
- Марсел Доминго — 1 лига трофеј (1969/70).
- Макс Меркел — 1 лига трофеј (1972/73). и 1 куп краља (1971/72).
- Луис Арагонес — 1 лига трофеј (1976/77), 3 купа краља (1975/76, 1984/85, 1991/92), 1 шпански суперкуп (1985), 1 трофеј друге шпанске лиге (2001/02), 1 интерконтинентални куп (1974). и 1 иберијски куп (1991).
- Иселин Сантос Овехеро — 1 куп краља (1990/91).
- Радомир Антић — 1 лига трофеј (1995/96). и 1 куп краља (1995/96).
- Хавијер Агире — 1 интертото куп (2007).
- Кике Санчез Флорес — 1 лига Европе (2009/10). и 1 УЕФА суперкуп (2010).
- Дијего Симеоне — 2 лига трофеја (2013/14, 2020/21), 1 куп краља (2012/13), 1 шпански суперкуп (2014), 2 лиге Европе (2011/12, 2017/18). и 2 УЕФА суперкупа (2012, 2018).